# Ragnar Kjartansson (Bildhauer)

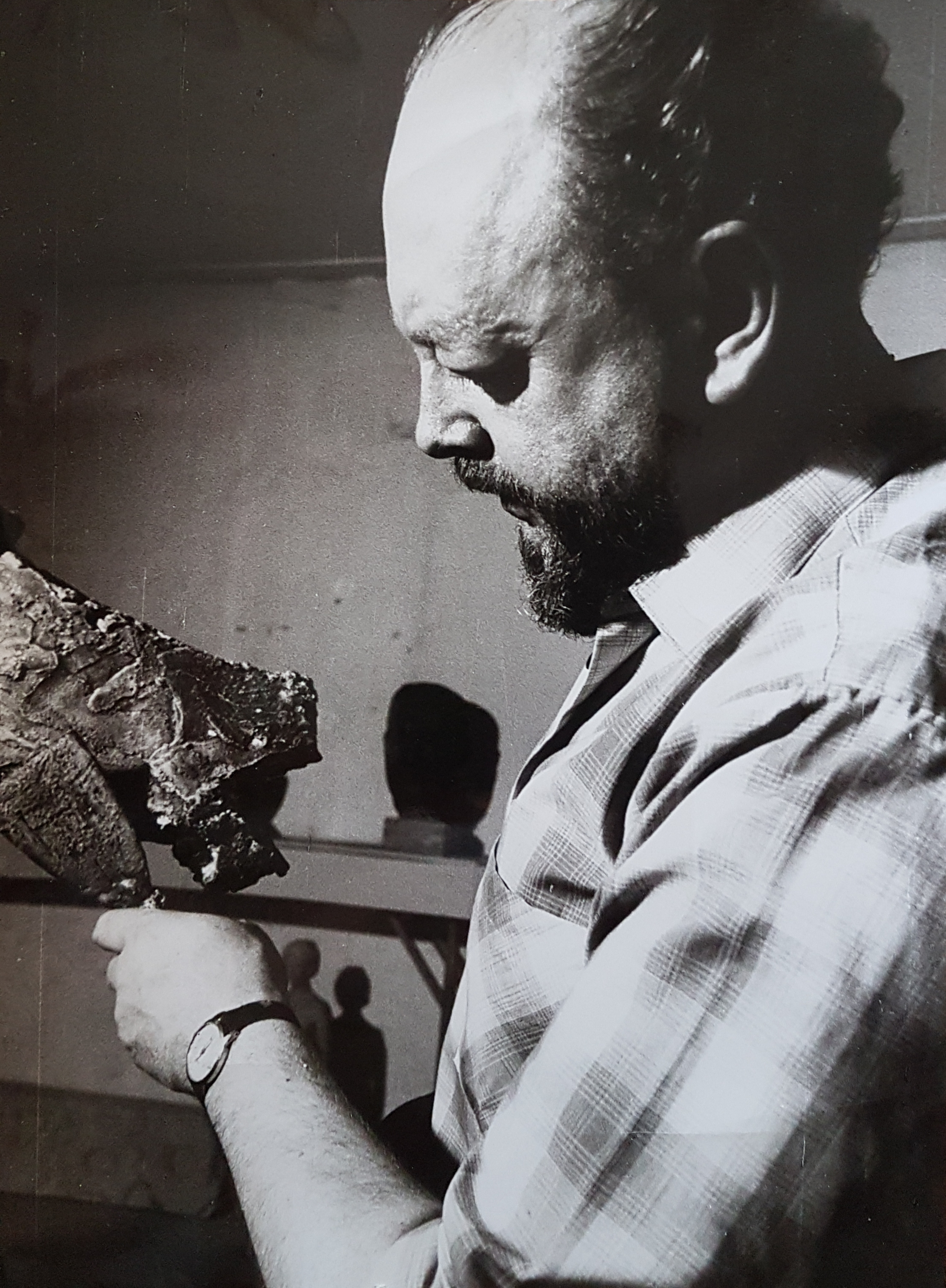
Ragnar Kjartansson, 1972

Ragnar Kjartansson (* 17. August 1923 in Snæfellsnes; † 26. Oktober 1988 in Reykjavík) war ein isländischer Bildhauer und Keramiker. Er gilt als einer der bekanntesten und wichtigsten Künstler des Landes.

## Leben und Werk
Ragnar Kjartansson, Sohn des Pfarrers Kjartan Kjartansson, lernte Keramik bei Guðmundur Einarsson frá Miðdal (1895–1963) sowie an der schwedischen Keramikmanufaktur Upsala-Ekeby AB und absolvierte ein Kunststudium an der Handíða- og myndlistaskóli (Schule für Kunst und Kunsthandwerk) und bei Ásmundur Sveinsson an der Myndlistaskólinn í Reykjavík (Kunstschule in Reykjavík). Er unterrichtete Kunst und war zeitweise Leiter der Kunstfachschule in Reykjavík.
1945 heiratete er die Bankangestellte Katrín Guðmundsdóttir. Das Paar hat vier Kinder. Seine in Kempten (Allgäu) lebende Tochter Inga Ragnarsdóttir (* 1955) ist ebenfalls Bildhauerin und Malerin. Sein ältester Sohn ist der Schauspieler, Regisseur und Theaterautor Kjartan Ragnarsson (* 1945), der die bekannte isländische Schauspielerin Guðrún Ásmundsdóttir (* 1935) heiratete. Ihr Sohn wiederum ist der Musiker, Performancekünstler und Bildhauer Ragnar Kjartansson (* 1976), der nach seinem Großvater benannt wurde.
Als ein Pionier isländischer Keramik gründete er mit anderen 1947 Funi Keramik sowie 1958 Glit Keramik, die noch heute das von ihm entwickelte Lava-Dekor verwendet. Bekannt war er auch mit Dieter Roth, der für Ragnars Keramikwerkstatt Dekormalerei fertigte.
Ragnar Kjartansson trieb maßgeblich die Gründung der isländischen Bildhauervereinigung Myndhöggvarafélagið (MHR) im Jahr 1972 voran, in dessen Vorstand er über Jahre tätig war.
Ragnar Kjartansson nahm an einer Vielzahl von Einzel- und Gruppenausstellungen teil. Seine Arbeiten sind in zahlreichen Museen vertreten und in ganz Island finden sich Reliefs und Statuen von ihm, viele davon in öffentlichem Besitz. Darunter finden sich beispielsweise die Pferdestandbilder „Stóð“ („Pferdeherde“) in Reykjavík und „Faxi“ („Schönmähne“) in Sauðárkrókur, die mythologischen Skulpturen „Bárður Snæfellsás“ in Arnarstapi und „Auðumbla“ in Akureyri, ferner mehrere Denkmäler zur Erinnerung an ertrunkene Seeleute, beispielsweise „Björgun“ („Rettung“) in Siglufjörður, „Jöklarar“ („Gletschermenschen“) in Hellissandur und ein weiteres „Bæn“ („Gebet“) genanntes an der Hauptstraße von Eskifjörður. 2003 kam es anlässlich seines 80. Geburtstags zu einer großen Gedenkausstellung.
Siehe auch: Isländische Malerei und Bildhauerei